# Instrukcja rozkazu
Instrukcja rozkazu (instrukcja polecenia), to instrukcja zdefiniowana w składni pewnych specyficznych języków programowania, takich jak np. języku bazodanowe, czy problemowe, realizująca w kodzie źródłowym określony rozkaz (polecenie) języka.

## Niejednoznaczność nomenklatury
Literatura przedmiotu przez różnych autorów, stosuje różnorodną nomenklaturę w stosunku do tak rozumianego rozkazu:
- rozkaz
- polecenie
- komenda
- instrukcja
- zlecenie
- i inne specyficzne terminy.

## Rozkazy a instrukcje
W uniwersalnych językach programowania wysokiego poziomu, występuje zwykle zdefiniowany w składni zestaw instrukcji prostych i strukturalnych. W specyficznych językach problemowych, w tym między innymi:
- językach bazodanowych, takich jak dBase, Clipper
- systemach obliczeniowych i projektowych, takich jak MathCAD, AutoCAD
- językach specjalizowanych, takich jak Atlas
- powłokach systemów operacyjnych
- i innych,

oprócz ww. podstawowych konstrukcji językowych, występują specjalizowane rozkazy, wykonujące określone zdania specjalne, wynikające ze specyfiki zastosowań danego języka. Zwykle instrukcja rozkazu identyfikowana jest odpowiednim słowem, po którym ewentualnie specyfikuje się wybrane frazy i argumenty. Instrukcja taka jest zaliczana do kategorii instrukcji prostych. Należy także zauważyć, że zwykle nie wszystkie rozkazy systemu, w którym wykonuje się dany język, mogą być użyte w instrukcji rozkazu. I odwrotnie, zwykle instrukcje języka proste i strukturalne nie mogą być używane w trybie (o ile w ogóle występuje) konwersacyjnym.

## Instrukcje rozkazu w językach programowania

### dBase, Clipper
W językach tych, przeznaczonych do obsługi baz danych, występują rozkazy, które mogą być używane w programach, wyróżnianych jednoznacznie w składni tych języków,  instrukcji rozkazu, takich jak:
- rozkazy obsługi bazy danych, np.: CREATE, SEEK, FIND, LOCATE, SORT, COUNT, itp.
- rozkazy obsługi ekranu, np.: CLEAR, MENU TO, itp.
- rozkazy we-wy, np.: DISPLAY, INPUT, @ … SAY …, itp.
- rozkazy współpracy z systemem operacyjnym, np.: DIR, ERASE, COPY, itp.
- rozkazy ustawień, np.: SET DATE, SET CONSOLE, SET CONFIRM, itp.
- i inne.

### Atlas
W języku Atlas specjalizowanym do pracy w systemach pomiarowych, sterowania itp., występuje szereg rozkazów wynikających z przeznaczenia tego języka, realizujących sterowanie i kontrolę systemów, np. obsługi awioniki w samolotach, do którego to zadania ten język był pierwotnie stworzony.

### AutoLisp
Jest to język oparty w swoich pierwotnych założeniach na składni języka Lisp. Wbudowany w system AutoCad umożliwia programowanie w tym systemie wspomagającym projektowanie w wielu dziedzinach techniki. W tym języku dostępne są oczywiście rozszerzenia i modyfikacje wynikające ze specyfiki zastosowań, a także rozkazy (polecenia) systemu AutoCad, w tym m.in. modyfikacji rysunków.

### Teml
W języku Teml programowania konfiguracji edytorów pakietów programowania firmy Borland, używane są specjalne rozkazy identyfikujące określone akcje, które mają być podjęte, w przypadku wystąpienia określonego zdarzenia. Zasadnicza część programu składa się właśnie z instrukcji rozkazu, a tylko pewna część to instrukcje grupujące czy deklaracji rozkazów złożonych (użytkownika).